# Morné Nagel
Morné Nagel (* 23. März 1978 in Vereeniging) ist ein südafrikanischer Leichtathlet, der im Nachhinein Staffelweltmeister 2001 wurde. 
Nagel gewann mit der südafrikanischen 4-mal-100-Meter-Staffel 1999 die Silbermedaille bei der Universiade. Bei den Weltmeisterschaften in Sevilla erreichte die südafrikanische Staffel in der Besetzung Morne Nagel, Marcus La Grange, Lee-Roy Newton und Mathew Quinn den siebten Platz in 38,74 s. Zwei Jahre später erreichte er bei den Weltmeisterschaften 2001 in Edmonton wie in Sevilla das Viertelfinale über 100 Meter. Die Staffel stand erneut im Finale. In der Besetzung Nagel, Corné du Plessis, Newton und Quinn lief die Staffel in 38,47 s auf den zweiten Platz hinter den US-Amerikanern in 37,92 s. Im Zusammenhang mit den Dopingermittlungen gegen den US-Amerikaner Tim Montgomery wurde der US-Staffel 2005 der Weltmeistertitel 2001 aberkannt und die vier Südafrikaner erhielten nachträglich den Titel.
2002 gewann Nagel die südafrikanische Meisterschaft im 100-Meter-Lauf, im April verbesserte er mit 20,11 s den Landesrekord im 200-Meter-Lauf. Bei den Commonwealth Games 2002 erreichte er über 200 Meter den sechsten Platz in 20,35 s. 2004 belegte er bei den Afrikameisterschaften den dritten Platz in 20,93 s. 
Morne Nagel hat bei einer Größe von 1,83 m ein Wettkampfgewicht von 77 kg.

## Bestzeiten
- 100 m: 10,13 s, 2002
- 200 m: 20,11 s, 2002